# 测试平台
測試平台（英語：test bench），或稱測試台，是用於驗證軟體設計正確性、可靠性的一種虛擬的環境。測試平台通常包含訊號輸入、數據處理、驗證、輸出幾個部分。對於小型的數位電路設計，工程師可以使用硬體描述語言來搭建測試平台。如果遇到大型積體電路項目，由於所需的測試向量相當複雜，為了達到更高的語句、分支、條件、路徑、觸發、翻轉覆蓋率，很多情況需要使用更加先進的直接隨機測試方法。:136硬體驗證語言針對隨機測試的建立和功能覆蓋率的提高，則提供了專用的數據結構供工程師使用。{{R|M